# Magyarország az 1994-es fedett pályás atlétikai Európa-bajnokságon
Magyarország a franciaországi Párizsban megrendezett 1994-es fedett pályás atlétikai Európa-bajnokság egyik részt vevő nemzete volt. Az ország a versenyen 10 sportolóval képviseltette magát.

## Érmesek
| Érem  | Versenyző    | Versenyszám | Dátum       |
| ----- | ------------ | ----------- | ----------- |
| Ezüst | Ináncsi Rita | Ötpróba     | március 11. |

## Eredmények

### Férfi
| Versenyző       | Versenyszám | Előfutam | Előfutam | Előfutam | Elődöntő | Elődöntő | Elődöntő | Döntő   | Döntő    |
| Versenyző       | Versenyszám | Idő      | Hely.    | Össz.    | Idő      | Hely.    | Össz.    | Idő     | Helyezés |
| --------------- | ----------- | -------- | -------- | -------- | -------- | -------- | -------- | ------- | -------- |
| Rezák Pál       | 60 m        | 6,81     | 5.       | 18.      | kiesett  | kiesett  | kiesett  | kiesett | kiesett  |
| Rezák Pál       | 200 m       | 22,03    | 5.       | 25.      | kiesett  | kiesett  | kiesett  | kiesett | kiesett  |
| Bédi Tibor      | 60 m gát    | 7,78     | 3.       | 15.      | 7,79     | 6.       | 11.      | kiesett | kiesett  |
| Csillag Levente | 60 m gát    | 7,98     | 6.       | 29.      | kiesett  | kiesett  | kiesett  | kiesett | kiesett  |

| Versenyző      | Versenyszám | Selejtező | Selejtező | Döntő    | Döntő    |
| Versenyző      | Versenyszám | Eredmény  | Helyezés  | Eredmény | Helyezés |
| -------------- | ----------- | --------- | --------- | -------- | -------- |
| Bagyula István | Rúdugrás    | 5,50 m    | 1.        | 5,70 m   | 5.       |
| Ordina Tibor   | Távolugrás  | 7,83 m    | 7.        | 7,66 m   | 11.      |
| Makó György    | Távolugrás  | 7,53 m    | 26.       | kiesett  | kiesett  |

| Versenyző       | Versenyszám | 60 m | 60 m | Távolugrás | Távolugrás | Súlylökés | Súlylökés | Magasugrás | Magasugrás | 60 m gát | 60 m gát | Rúdugrás | Rúdugrás | 1500 m  | 1500 m | Végeredmény | Végeredmény |
| Versenyző       | Versenyszám | Idő  | Pont | Eredmény   | Pont       | Eredmény  | Pont      | Eredmény   | Pont       | Idő      | Pont     | Eredmény | Pont     | Idő     | Pont   | Pont        | Helyezés    |
| --------------- | ----------- | ---- | ---- | ---------- | ---------- | --------- | --------- | ---------- | ---------- | -------- | -------- | -------- | -------- | ------- | ------ | ----------- | ----------- |
| Munkácsi Sándor | Hétpróba    | 7,04 | 868  | 7,44 m     | 920        | 13,58 m   | 703       | 1,95 m     | 758        | 8,04     | 972      | 4,70 m   |          | 2:37,27 |        | 5944        | 6.          |

### Női
| Versenyző   | Versenyszám | Előfutam | Előfutam | Előfutam | Elődöntő | Elődöntő | Elődöntő | Döntő   | Döntő    |
| Versenyző   | Versenyszám | Idő      | Hely.    | Össz.    | Idő      | Hely.    | Össz.    | Idő     | Helyezés |
| ----------- | ----------- | -------- | -------- | -------- | -------- | -------- | -------- | ------- | -------- |
| Molnár Edit | 60 m        | 7,50     | 5.       | 18.      | kiesett  | kiesett  | kiesett  | kiesett | kiesett  |
| Barati Éva  | 60 m        | 7,35     | 3.       | 10.      | kiesett  | kiesett  | kiesett  | kiesett | kiesett  |
| Barati Éva  | 200 m       | 24,32    | 4.       | 14.      | kiesett  | kiesett  | kiesett  | kiesett | kiesett  |

| Versenyző    | Versenyszám | 60 m gát | 60 m gát | Magasugrás | Magasugrás | Súlylökés | Súlylökés | Távolugrás | Távolugrás | 800 m   | 800 m | Végeredmény | Végeredmény |
| Versenyző    | Versenyszám | Idő      | Pont     | Eredmény   | Pont       | Eredmény  | Pont      | Eredmény   | Pont       | Idő     | Pont  | Pont        | Helyezés    |
| ------------ | ----------- | -------- | -------- | ---------- | ---------- | --------- | --------- | ---------- | ---------- | ------- | ----- | ----------- | ----------- |
| Ináncsi Rita | Ötpróba     | 8,39     | 1041     | 1,87 m     | 1067       | 14,47 m   |           | 6,57 m     | 1030       | 2:20,87 | 812   | 4775        |             |